# Studentkåren vid Helsingfors universitet

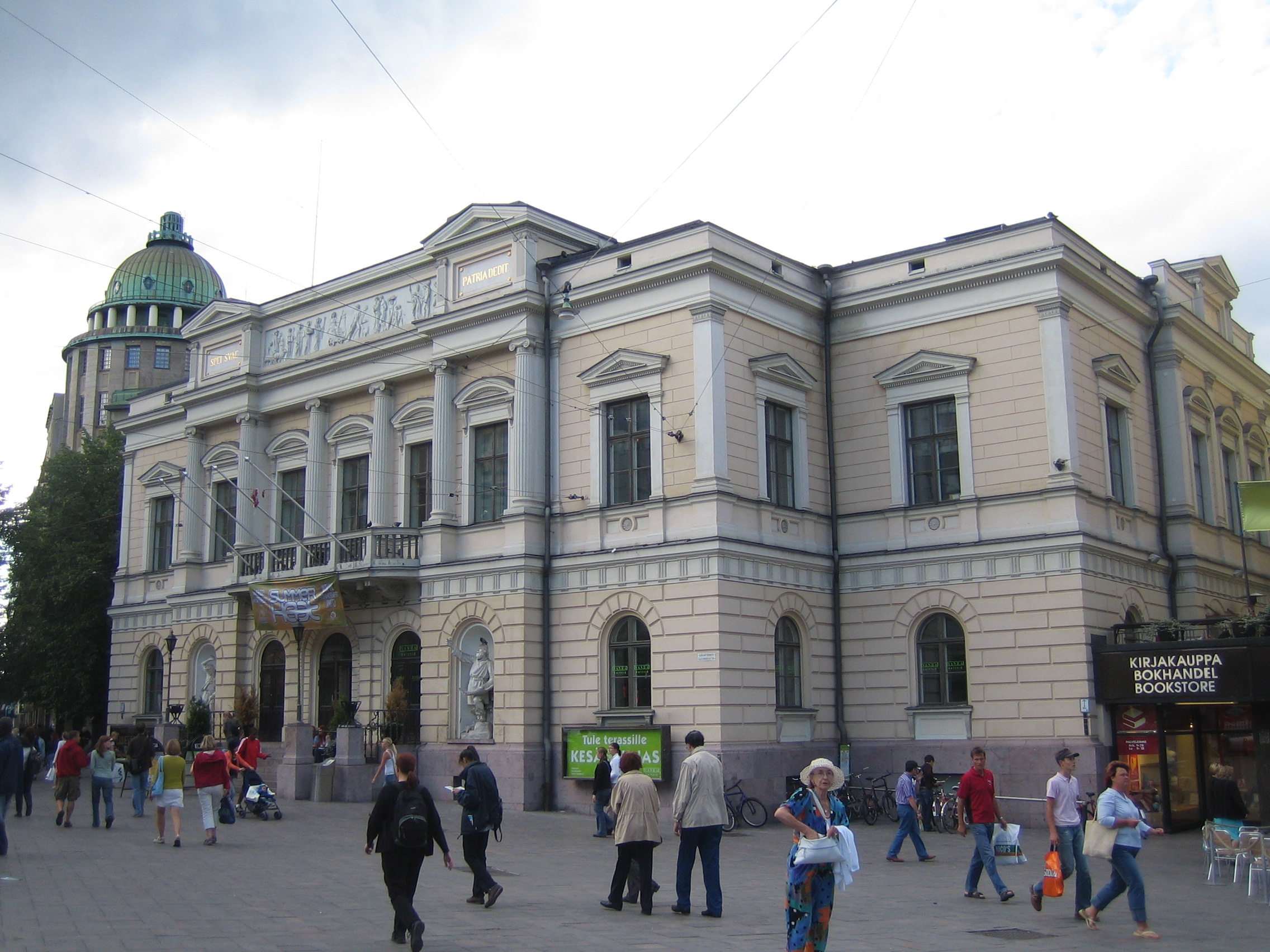
Gamla studenthuset

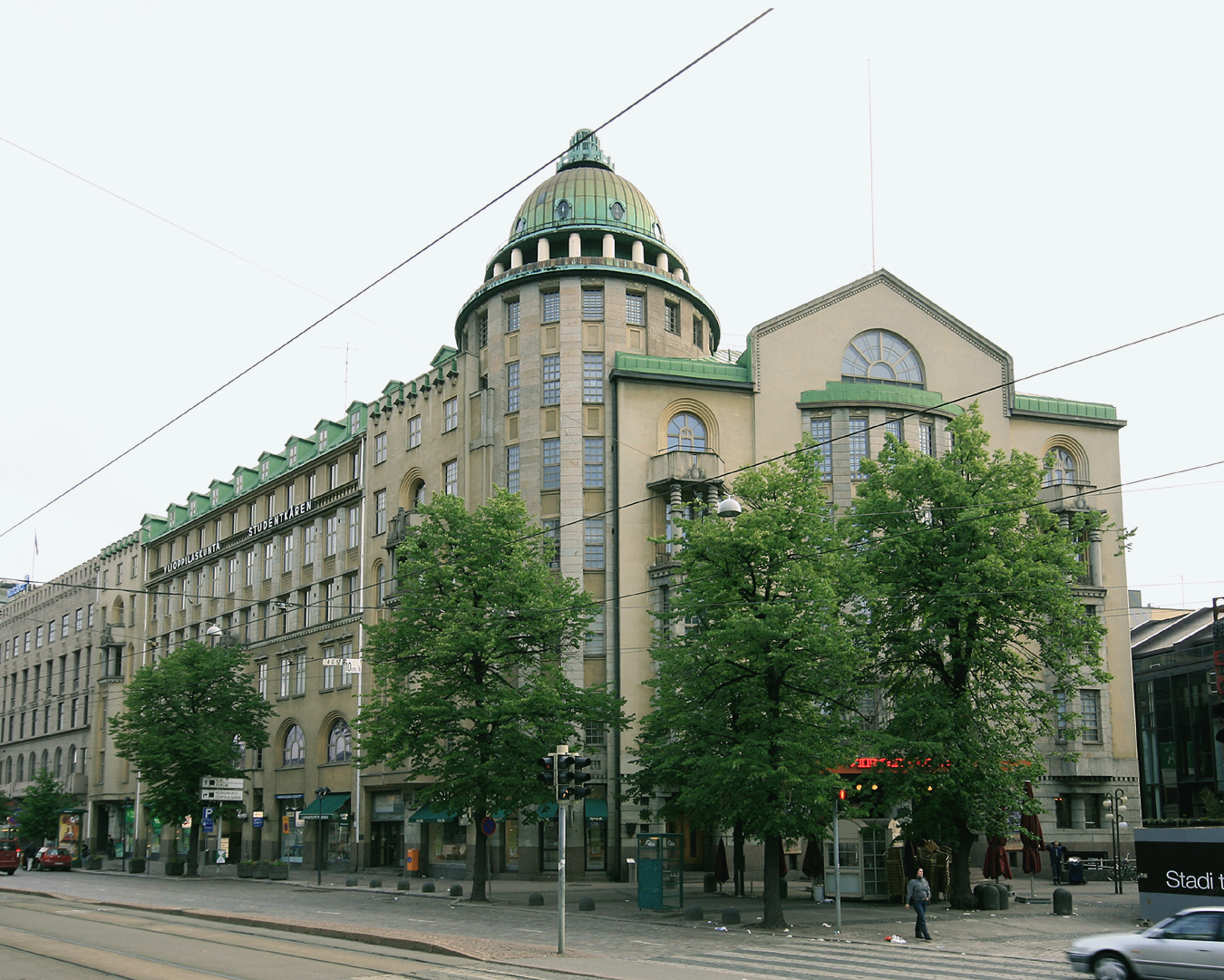
Nya studenthuset

Studentkåren vid Helsingfors universitet (HUS) är tvåspråkig studentkår för alla grundstuderande vid Helsingfors universitet. Kåren är grundad 1868 och har närmare 30.000 medlemmar.
Studentkåren vid Helsingfors universitet har tre kårhus i centrum av Helsingfors: Gamla studenthuset, Nya studenthuset och Domus Gaudium. Studentkårens tidning, Ylioppilaslehti, har utkommit sedan 1913.
Studentkåren vid Helsingfors universitet har två officiella festdagar: Floradagen den 13 maj och kårens årsdag den 26 november.
Kårens högsta beslutande organ, delegationen, består av 60 delegater som väljs vartannat år.
Studentkåren hör till de rikaste i världen, men en stor del av förmögenheten är bunden i fastigheter, däribland Societetshuset i Helsingfors.  År 2009 omsatte studentkårens bolag, HUS-gruppen, 32 miljoner euro..